# Ceratobregma acanthops
Ceratobregma acanthops és una espècie de peix de la família dels tripterígids i de l'ordre dels perciformes.

## Morfologia
- Els mascles poden assolir 3,9 cm de longitud total.[1][2]

## Hàbitat
És un peix marí, de clima subtropical i associat als esculls de corall que viu entre 1-28 m de fondària.

## Distribució geogràfica
És un endemisme del nord-est d'Austràlia.

## Observacions
És inofensiu per als humans.